# Гуехар-Сьєрра
Гуехар-Сьєрра (ісп. Güejar Sierra) — муніципалітет в Іспанії, у складі автономної спільноти Андалусія, у провінції Гранада. Населення — 2988 осіб (2010).
Муніципалітет розташований на відстані близько 360 км на південь від Мадрида, 14 км на схід від Гранади.
На території муніципалітету розташовані такі населені пункти: (дані про населення за 2010 рік)
- Каналес: 121 особа
- Гуехар-Сьєрра: 2867 осіб

## Демографія
Динаміка населення (INE ):

## Галерея зображень

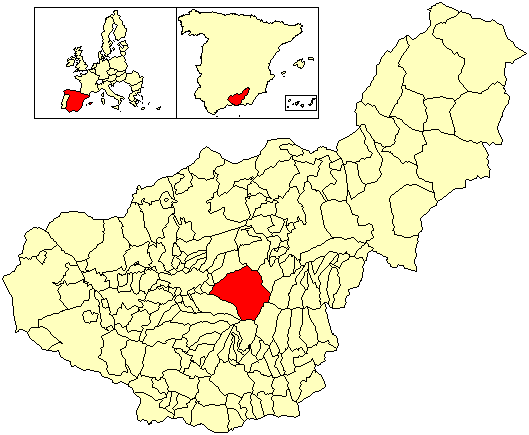
Розташування муніципалітету у провінції Гранада